# (2682) Soromundi
(2682) Soromundi (1979 MF4) – planetoida z pasa głównego asteroid okrążająca Słońce w ciągu 3,42 lat w średniej odległości 2,27 j.a. Odkryta 25 czerwca 1979 roku.